# 9K111 Fagot
Le 9K111 Fagot (russe : Фагот; "basson" ou AT-4 Spigot en dénomination OTAN) est une deuxième génération du système de missile antichar filoguidé à tube lancé SACLOS de l'Union soviétique. Il peut être utilisé au sol ou monté sur un véhicule. Le système 9K111 Fagot a été développé par le bureau d'études pour la construction de machines Tula KBP. La désignation du missile est "9M111" au sein des GRAU.

## Développement
Le 9K111 Fagot a été développé par le bureau d'études pour la construction de machines Tula KBP. Le développement a commencé en 1962, dans le but de produire la génération suivante du lance-missiles SACLOS pour une utilisation à la fois en version portable à dos d'homme et sur véhicule. Le 9K111 Fagot a été développé parallèlement avec le 9M113 Konkurs ; les deux missiles utilisent une technologie similaire, seule la taille diffère. Ils peuvent utiliser les mêmes lanceurs.
Le missile est entré en service en 1970.

## Histoire
Le peloton antichar sur BTR équipant un bataillon soviétique disposait de deux (parfois trois) groupes antichars, chacun équipé de deux 9K111 Fagot. L'équipe se composait de trois hommes – le tireur porte le lanceur 9P135 ainsi qu'un trépied comme un sac à dos. Les deux autres hommes portent chacun deux tubes de lancement. Les hommes portaient aussi des fusils d'assaut, mais ne portaient pas de RPG parce que, contrairement à la précédente version du missile, il n'y a qu'une petite zone grise à l'intérieur de laquelle le missile ne peut engager la cible. Outre les quatre missiles portés par chaque équipe, celle-ci disposait normalement d'un supplément de huit missiles stockés dans leur véhicule, généralement un BTR. Il pouvait également être déployé à partir de BMP-1P, BMD-1P, BTR-D et de l'UAZ-469.
La Corée du Nord, semble avoir acheté un certain nombre de ces systèmes à l'URSS entre la fin des années 1980 et les années 2000. Ces systèmes semblent avoir fait l'objet d'une rétro-ingénierie pour produire les Bulsae-2. Une nouvelle version appelée le Bulsae-3 a été livrée en 2016. Elle remplace le fil de guidage par un guidage laser, ce qui donne une plus grande portée tout en étant moins sensible aux perturbations, comme peut l'être un système par guidage radio-guidage. Il permet aussi de séparer physiquement le pointeur du lanceur,.

## Description

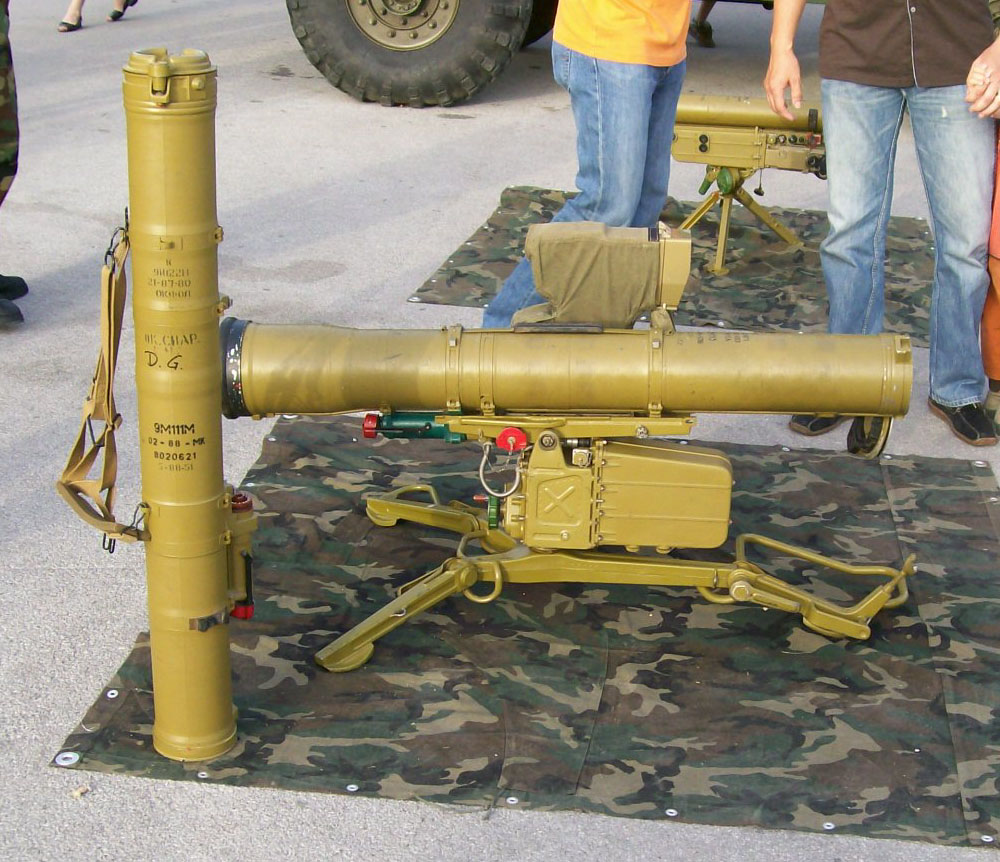
Le système de missile (lanceur et missiles) 9K113 Konkurs et un missile 9M111M Faktoriya dans son tube de lancement (debout).

Le missile est stocké et transporté dans un conteneur/tube de lancement. Il est tiré à partir d'un poste de lancement sur trépied 9P135. Le système de guidage 9S451 est monté sur le trépied avec le missile situé juste au-dessus. Le système de visée 9Sh119 est monté sur le côté gauche (du point de vue du tireur). Le lanceur complet pèse 22,5 kg. Le tireur reste allongé pendant les tirs. Le système peut engager des cibles en mouvement, à condition qu'elles se déplacent à moins de 60 km/h. Le lanceur peut pivoter à 360 degrés à l'horizontale, et de +/− 20° en élévation. Le système de visée permet un grossissement de 10x et un champ de vision de 5 degrés. Il est possible de tirer jusqu'à trois missiles par minute.
Le système utilise un générateur de gaz pour pousser le missile hors du tube de lancement – le gaz sort par l'arrière du tube de lancement, de la même manière qu'un fusil sans recul. Le missile quitte le tube de lancement à 80 m/s. Il est rapidement accéléré à 186 m/s par son moteur à combustible solide. Cette vitesse de lancement élevée améliore la portée du minimale missile, car il peut être utilisé en tir tendu vers la cible, plutôt qu’en tir en cloche.
L'opérateur de lancement suit visuellement une ampoule infrarouge située à l'arrière du missile. Les commandes nécessaires pour aligner le missile sur la cible sont transmises par un mince fil déroulé automatiquement derrière celui-ci. Ce système de visée semi-automatique (SACLOS) a de nombreux avantages sur les systèmes visée manuelle (MCLOS). Il permettrait une précision du système de 90 % selon certaines sources[Lesquelles ?], bien que sa performance soit probablement comparable au BGM-71 TOW ou à la version ultérieure du systèmes de visée 9K11 Malyutka.

## Modèles

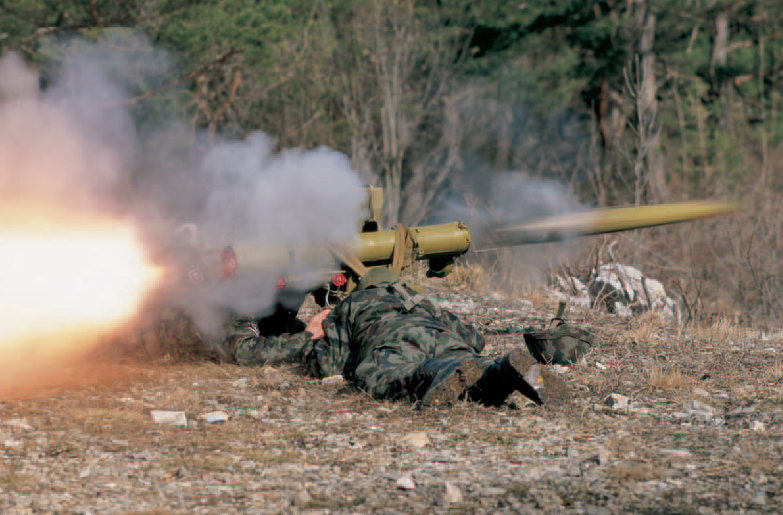
Soldats slovènes tirant un Fagot

### Missile
- 9M111 Fagot (OTAN : AT-4 Spigot et AT-4 Spigot A) est entré en service en 1970. Portée maximale 2 000 m, un minimum de 70 m. Il peut perforer jusqu'à 400 × 20 mm Blindage homogène laminé (BHL ou Rolled homogeneous armour (RHA) en anglais) ou 200 × 20 mm de blindage incliné à 60°[4]
- 9M111-2 Fagot (OTAN : AT-4B - Spigot B) version légèrement améliorée.
- 9M111M Faktoriya (Trading post) ou Fagot-M (OTAN : AT-4C - Spigot C) Amélioration du moteur, fil de guidage plus long. Portée maximale 2 500 m, un minimum 75 m. Amélioration de la tête charge creuse (HEAT); perfore 400 × 20 mm de blindage BHL/RHA ou 230 × 20 mm de blindage incliné à 60°[4],[5],[6] (certaines publications évoquent une charge creuse en tandem sur le 9M111M).

### Lanceur
- 9P135 22,5 kg. Ne peut tirer que le 9M111 Fagot de la série.
- 9P135M peut tirer la série des 9M111 Fagot (OTAN : AT-4 Spigot) ainsi que la série des 9M113 Konkurs (OTAN : AT-5 Spandrel)
- 9P135M1 version mise à jour de la 9P135.
- 9P135M2 version mise à jour de la 9P135.
- 9P135M3 déployé au début des années 1990. Ajoute 13 kg. TPVP vision nocturne par thermographie, portée 2 500 m la nuit.
- 9S451M2 lanceur avec un système de vision nocturne sur lequel un cache-flamme a été installé.

## Utilisateurs

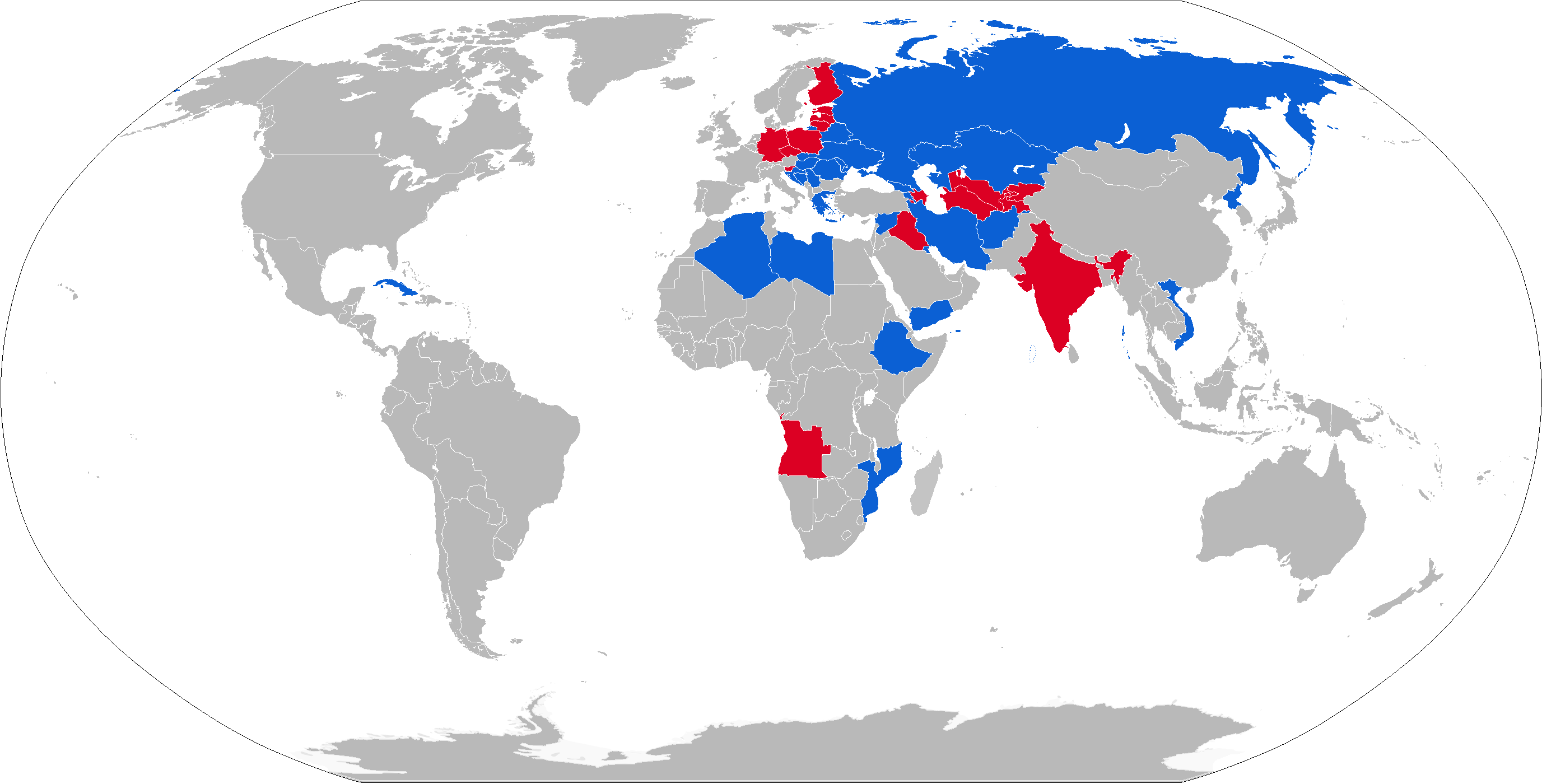
Carte avec les utilisateurs de 9K111 en bleu et les anciens utilisateurs en rouge.

### Opérateurs actuels
- Afghanistan – 100
- Algérie – 2040 livrés entre 1995 et 1996 pour BMP-2 IFV[7].
- Angola – 100
- Arménie
- Azerbaïdjan
- Bosnie-Herzégovine – 52
- Biélorussie – 500
- Bulgarie – 222
- Croatie – 119
- Cuba – 100
- République tchèque – 50
- Éthiopie – 50
- Finlande – plusieurs centaines de lanceurs 9P135M-1 (retirés du service) et des missiles AT-4B ainsi que des AT-5A, connus respectivement sous le nom de PstOhj 82 et PstOhj 82M.
- Géorgie[8]
- Grèce – 262 (acquis sur les stocks des l'ex-Allemagne de l'Est)
- Hamas[9]
- Hongrie – 50
- Islamic State of Iraq and Levant – nombre de prises de guerre indéterminé
- Inde – 100
- Iran
- Irak – utilisés par les Kurdes irakiens
- Kazakhstan
- Koweït – 100
- Libye – 100
- Moldavie – utilisés sur BMP-1
- Mozambique – 10
- Corée du Nord – inconnu, production en reverse-engineering du Bulsae-2
- Pologne – 100
- Roumanie – acquis dans les années 1980
- Russie – 1,000
- Serbie – 250
- Slovaquie – 50
- Armée syrienne libre – 50-100
- Syrie – 100
- Ukraine – 800
- Yémen – 100
- Vietnam

### Anciens opérateurs
- Tchécoslovaquie – tous transférés aux deux successeurs après la dissolution de la Tchécoslovaquie.
- Allemagne de l'Est – utilisés par l'Allemagne après la réunification allemande.
- Allemagne – tous retirés du service peu après la réunification de l'Allemagne.
- Slovénie – remplacé par des missiles Spike.
- Union soviétique – passé à l'état successeur.

## Sources
- (en) Andrew W. Hull, David R. Markov et Steven J. Zaloga, Soviet/Russian Armor and Artillery Design Practices : 1945 to Present, Darlington Productions, 1999, 448 p. (ISBN 1-892848-01-5).